# فریدریش گوستاو یاکوب هنله
فریدریش گوستاو یاکوب هنله (انگلیسی: Friedrich Gustav Jakob Henle؛ ۹ ژوئیهٔ ۱۸۰۹ – ۱۳ مهٔ ۱۸۸۵) یک دانشمند اهل آلمان بود. بیشتر اعتبار او بخاطر کشف لوله هنله در کلیه است. مقاله او با نام «در مورد میاسما و مسری بودن» از بحثهای اولیه در مورد نظریه میکروبی بیماریها بود. او از چهره های مهم در پیشرفت پزشکی مدرن است.